# Ilha de Páscoa (comuna)
Isla de Pascua é uma comuna que abrange toda a província de Isla de Pascua, localizada na Região de Valparaíso, Chile. Possui uma área de 163,6 km² e uma população de 7.750 habitantes (2017).
A cidade de Hanga-Roa, capital da província de Isla de Pascua, é um distrito da comuna Isla de Pascua. Os outros 2 distritos são: Vaitea e Salas y Gómes.